# Biblioteca della Dieta nazionale del Giappone
La Biblioteca della Dieta nazionale del Giappone (国立国会図書館?, Kokuritsu Kokkai Toshokan) è l'unica biblioteca nazionale del Giappone.
È l'unica biblioteca in Giappone che raccoglie e conserva tutte le pubblicazioni edite in Giappone. La base per la sua istituzione è l'articolo 130 della Legge della Dieta e l'articolo 1 della Legge sulla Biblioteca della Dieta nazionale.
La Biblioteca della Dieta Nazionale è un organo del governo nazionale appartenente alla Dieta, l'organo legislativo del Giappone, ed è una biblioteca parlamentare il cui scopo principale è assistere la Dieta nelle sue attività legislative. Allo stesso tempo, essendo l'unica biblioteca nazionale del Giappone, serve anche i rami amministrativo e giudiziario del governo e il popolo giapponese. È membro dell'International Virtual Authority File.
Le sue strutture comprendono una biblioteca centrale e biblioteche distaccate, come definito nell'articolo 3 della legge sulle biblioteche della Dieta nazionale. La biblioteca centrale è costituita dalla Tokyo Main Library (Nagata-cho, Chiyoda-ku, Tokyo) e dalla Kansai-kan (Seikadai, Seika-cho, Souraku-gun, Kyoto), mentre la National Diet Branch Library è collegata alla Tokyo Main Library.
Oltre alla Biblioteca internazionale di letteratura per l'infanzia (Parco di Ueno, Taito-ku, Tokyo), c'è una succursale della biblioteca giudiziaria (la Biblioteca della Corte Suprema) e una succursale in ogni dipartimento amministrativo di Tokyo.
Nel 1968, anno del suo 20º anniversario, è stata costruita la sede principale, nota come Tokyo Main Library. La biblioteca ha due sedi principali a Tokyo e Kyoto, oltre ad altre piccole filiali.
In quanto biblioteca nazionale del Giappone, la biblioteca raccoglie copie di tutte le pubblicazioni pubblicate in Giappone. Poiché la BDNG funge da biblioteca di ricerca per i membri del Parlamento, il suo personale e il pubblico, possiede anche ampie collezioni di pubblicazioni in lingua straniera su una vasta gamma di argomenti.

## Storia
La biblioteca venne fondata nel 1948 con lo scopo di aiutare e assistere i membri della Dieta Nazionale del Giappone (国会?, Kokkai) nella loro opera di amministrazione pubblica.
I propositi e gli scopi della biblioteca sono simili a quelli della Biblioteca del Congresso statunitense.
È composta da due filiali principali, a Tōkyō e a Kyōto, più altre succursali minori.
La Biblioteca della Dieta nazionale è il successore di tre biblioteche separate: la Biblioteca della Camera dei Pari e la Biblioteca della Camera dei Rappresentanti, entrambe istituite con la creazione della Dieta imperiale del Giappone nel 1890, e la Biblioteca imperiale, istituita nel 1872 sotto la giurisdizione del Ministero dell'Istruzione.
Il potere della Dieta nel Giappone prebellico era limitato e il suo bisogno di informazioni era "corrispondentemente ridotto". Le biblioteche originarie della Dieta "non hanno mai sviluppato le collezioni e i servizi che avrebbero potuto renderle un'appendice vitale di un'attività legislativa veramente responsabile". Fino alla sconfitta del Giappone, inoltre, l'esecutivo aveva controllato tutti i documenti politici, privando il popolo e la Dieta dell'accesso a informazioni vitali. Le forze di occupazione statunitensi guidate dal generale Douglas MacArthur considerarono la riforma del sistema bibliotecario della Dieta come una parte importante della democratizzazione del Giappone dopo la sconfitta nella Seconda guerra mondiale.
Nel 1946, ogni Camera della Dieta formò il proprio Comitato permanente della Biblioteca della Dieta nazionale. Hani Gorō, uno storico marxista che era stato imprigionato durante la guerra per crimini di pensiero ed era stato eletto alla Camera dei Consiglieri (il successore dell'abolita Camera dei Pari) dopo la guerra, guidò gli sforzi di riforma. Hani concepì il nuovo organismo come "una 'cittadella della sovranità popolare'" e come mezzo per realizzare una "rivoluzione pacifica". I funzionari dell'occupazione responsabili della supervisione delle riforme bibliotecarie riferirono che, sebbene l'occupazione fosse un catalizzatore del cambiamento, l'iniziativa locale preesisteva all'occupazione e il successo delle riforme era dovuto a giapponesi impegnati come Hani.
La Biblioteca della Dieta nazionale è stata inaugurata nel giugno 1948 nell'attuale Casa degli ospiti di Stato (ex Palazzo indipendente di Akasaka) con una collezione iniziale di 100.000 volumi. Il primo bibliotecario della Biblioteca della Dieta fu il politico Tokujirō Kanamori. Il filosofo Masakazu Nakai fu il primo vice direttore. Nel 1949, la BDNG si fuse con la Biblioteca Nazionale (precedentemente chiamata Biblioteca Imperiale) e divenne l'unica biblioteca nazionale del Giappone. In quel periodo la collezione si arricchì di un altro milione di volumi, precedentemente conservati nella ex Biblioteca Nazionale di Ueno.
Nel 1961, la BDNG ha aperto nella sua sede attuale a Nagatachō, adiacente alla Dieta nazionale. Nel 1986 è stato completato l'annesso della BDNG per ospitare un totale di 12.000.000 (dodici milioni) di libri e periodici. La Kansai-kan (Biblioteca del Kansai), inaugurata nell'ottobre 2002 presso la Città della Scienza del Kansai (Città di Seika Contea di Sōraku, Prefettura di Kyoto), ha una collezione di 6.000.000 (sei milioni) di articoli. Nel maggio 2002, la BDNG ha aperto una nuova filiale, la Biblioteca internazionale di letteratura per ragazzi, nell'ex edificio della Biblioteca imperiale di Ueno. Questa sezione contiene circa 400.000 opere di letteratura per l'infanzia provenienti da tutto il mondo.
Sebbene il mandato originario della BDNG fosse quello di essere una biblioteca di ricerca per la Dieta nazionale, il pubblico in generale è il maggior consumatore dei servizi della biblioteca. Nell'anno fiscale conclusosi a marzo 2004, ad esempio, la biblioteca ha registrato più di 250.000 richieste di consultazione; per contro, ha registrato solo 32.000 richieste di ricerca da parte della Dieta nazionale.
In risposta alla pandemia di coronavirus (COVID-19), la BDNG ha sospeso i servizi bibliotecari al pubblico il 5 marzo 2020. La BDNG è stata riaperta al pubblico l'11 giugno 2020 con un massimo di 200 visitatori al giorno secondo un sorteggio in stile lotteria, in cui i potenziali visitatori devono registrarsi in anticipo per avere la possibilità di essere selezionati.